# کانیکا
کانیکا (انگلیسی: Kanika؛ زادهٔ ۳ ژوئیه ۱۹۸۲) یک صدا پیشه، گوینده اخبار، و هنرپیشه اهل هند است.
از فیلم‌ها یا برنامه‌های تلویزیونی که وی در آن نقش داشته است می‌توان به رقص، خودکار، اوریسا، تاریخ، دشمن و اوه عشق اشاره کرد.